# Jane Colebrook
Katrina Jane Weston (dekliški priimek Colebrook, poročena Finch), angleška atletinja, * 8. november 1957, Lincolnshire, Anglija, Združeno kraljestvo.
Ni nastopila na poletnih olimpijskih igrah. Na svetovnih dvoranskih prvenstvih je osvojila srebrno medaljo leta 1985 v teku na 800 m, na evropskih dvoranskih prvenstvih naslov prvakinje leta 1977, na igrah Skupnosti narodov pa bronasto medaljo leta 1978.